# کوسوکه تاکتومی
کوسوکه تاکتومی (انگلیسی: Kosuke Taketomi؛ زادهٔ ۲۳ سپتامبر ۱۹۹۰) بازیکن فوتبال اهل ژاپن است.
از باشگاه‌هایی که در آن بازی کرده‌است می‌توان به باشگاه فوتبال کاشیوا ریسول اشاره کرد.